# Stadion Miejski w Elblągu
Stadion Miejski w Elblągu (Stadion Olimpii Elbląg) jest obiektem sportowym przystosowanym do rozgrywania zawodów piłki nożnej. Stadion w Elblągu jest również miejscem, na którym odbywają się koncerty muzyczne i inne imprezy kulturalno-sportowe (np. pokazy grup kaskaderskich).

## Historia

### Okres przedwojenny
W miejscu dzisiejszego stadionu przy ulicy Agrykola, przed II wojną znajdowało się boisko, gdzie odbywały się mecze piłkarskie. W miejscu tym grały przedwojenne elbląskie drużyny piłki nożnej. Boisko nosiło wtedy nazwę Jahn-Spielplatz. Powodem takiego położenia obiektu było również bezpośrednie sąsiedztwo gimnazjum, dla którego boisko stanowiło część zaplecza sportowego. W 1940 roku na tym stadionie rozegrany został mecz pomiędzy reprezentacją Elbląga a ówczesnym mistrzem Niemiec Schalke 04. Goście rozgromili elblążan 10:1.

### Okres powojenny
Wojna nie oszczędziła Elblągowi zniszczeń, zarówno wśród budynków mieszkalnych, publicznych, jak i sportowych. Najbardziej popularną rozrywką dla mieszkańców był sport, a jedną z najchętniej uprawianych dyscyplin w Elblągu, obok łyżwiarstwa szybkiego, piłka nożna, ze względu na niskie koszty towarzyszące jej uprawianiu. Szybki wzrost liczby adeptów piłkarstwa wymusił budowę stadionu.

### Budowa stadionu
Nowy stadion został otwarty w sezonie 1951/1952 i na ówczesne standardy był nowoczesną konstrukcją. Właścicielem i głównym użytkownikiem był klub Olimpia Elbląg. Od początku zawodom sportowym rozgrywanym na obiekcie towarzyszyło duże zainteresowanie kibiców. Swoją świetność obiekt przeżywał w latach 70. i 80. XX wieku, kiedy elbląska Olimpia występowała na zapleczu Ekstraklasy. Rekordowe okazały się trzy spotkania z lat 1976-1977, kiedy to zanotowano rekordową frekwencję 12 000 widzów.

### Komunalizacja stadionu
Wraz z przezmianami polityczno-gospodarczymi lat 90. XX wieku właściciela stadionu, elbląską Olimpię, jak wiele innych klubów w tamtym czasie, dotknęły problemy natury finansowo-organizacyjnej. Wycofanie finansowania przez dotychczasowych sponsorów doprowadziło do znacznego pogorszenia stadionowej infrastruktury. Borykający się z ogromnymi problemami finansowymi klub zdecydował się na skomunalizowanie stadionu i przekazanie miastu. Brak środków na systematyczne remonty sprawił, że stadion popadł w ruinę. Nowy właściciel kilka razy przymierzał się do generalnej przebudowy przestarzałego obiektu, powstały projekty koncepcyjne, ale inwestycja nie doczekała się realizacji.

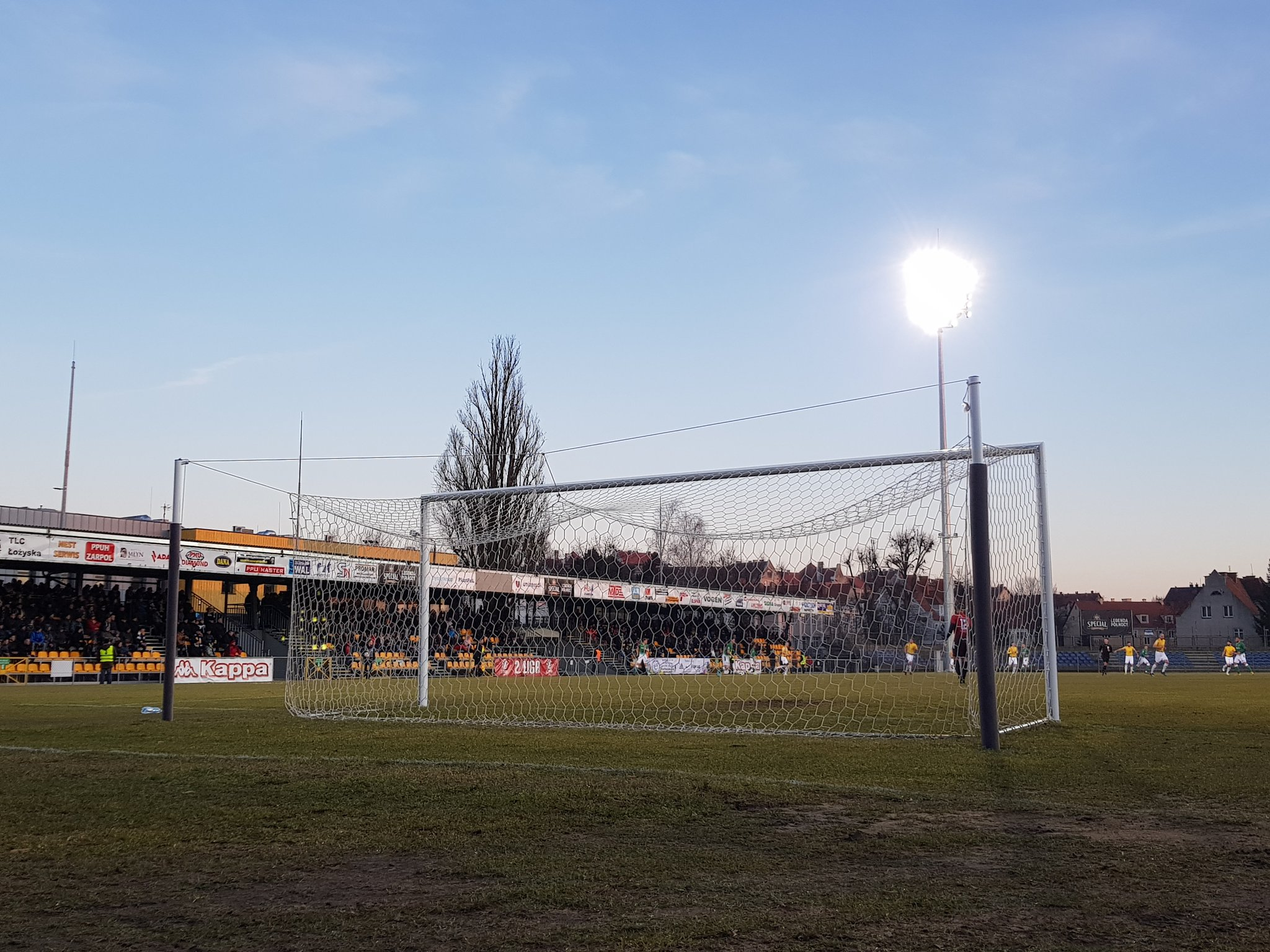
Rok 2019. Oświetlenie na stadionie.

### Przebudowa

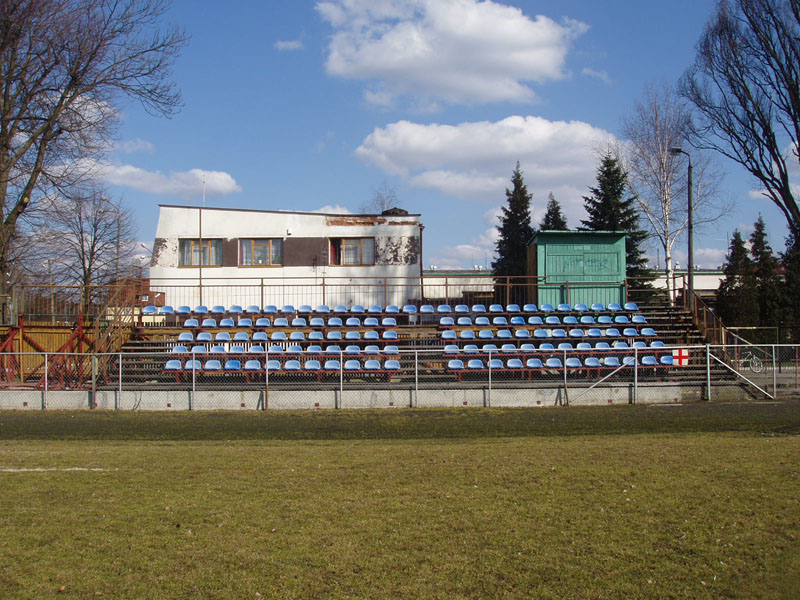
Stadion Miejski przed 2011 rokiem

Władze Elbląga zrezygnowały z planów budowy nowego stadionu, decydując się na stopniową modernizację obiektu. Pierwszą poważną ingerencją w strukturę stadionu od jego powstania w latach 50. XX wieku, było wybudowanie w 2011 roku zadaszonej trybuny krytej (konstrukcja stalowa) od strony budynku klubowego. W 2014 roku dostawiono obok drugą krytą trybunę zwiększając pojemność stadionu o 900 miejsc. W 2017 roku, kosztem 4,4 mln złotych, gruntowanie przebudowano budynek klubowy, a w 2018 zamontowane zostało oświetlenie.

## Frekwencja
W czasach świetności Olimpii Elbląg, kiedy drużyna występowała w II lidze, a zainteresowanie wśród elblążan piłką nożną było zdecydowanie większe niż obecnie, na stadionie przy ulicy Agrykola zasiadało nawet 10–12 000 widzów.
| Data             | Frekwencja | Mecz                                   | Wynik     | Rozgrywki           |
| ---------------- | ---------- | -------------------------------------- | --------- | ------------------- |
| 29 sierpnia 1976 | 12 000     | Olimpia Elbląg - Zawisza Bydgoszcz     | 0:0       | II liga             |
| 12 września 1976 | 12 000     | Olimpia Elbląg - Jagiellonia Białystok | 1:0       | II liga             |
| 24 kwietnia 1977 | 12 000     | Olimpia Elbląg - Lechia Gdańsk         | 1:1       | II liga             |
| 8 września 1976  | 10 000     | Olimpia Elbląg - ROW Rybnik            | 1:0       | 1/16 Pucharu Polski |
| 24 września 1986 | 10 000     | Olimpia Elbląg - Legia Warszawa        | 1:1 karne | Puchar Polski       |
| 30 kwietnia 2008 | 4 148      | Olimpia Elbląg - Stomil Olsztyn        | 3:0       | III liga            |
| 15 czerwca 2016  | 3 000      | Olimpia Elbląg - Motor Lublin          | 2:1       | III liga            |
| 16 września 2006 | 2 069      | Olimpia Elbląg - Radomiak Radom        | 1:1       | III liga            |

## Położenie i układ
Stadion mieści się przy ulicy Agrykola 8, w bezpośrednim sąsiedztwie Hali Sportowej MOSiR, na terenie, którego granice wyznaczają ulice: Agrykola, Kościuszki, Wspólna oraz obiekty Sportowej Szkoły Podstawowej nr 3 im. Polskich Olimpijczyków.
Wejście dla kibiców gospodarzy znajduje się od strony ulicy Agrykola (wejście na trybunę "krytą" i łuk od strony Agrykola). Wejście na trybunę "VIP" znajduje się od strony budynku klubowego (jednocześnie Hotelu Atletikon), zarówno od ulic Agrykola i Wspólnej. Sympatycy drużyn gości wchodzą na stadion bramą od strony ulicy Wspólnej (łuk od ulicy Wspólnej).